# Markusy (gmina)
Markusy (daw. gmina Zwierzno / gmina Żurawiec) – gmina wiejska w województwie warmińsko-mazurskim, w powiecie elbląskim. W latach 1975–1998 gmina położona była w województwie elbląskim.
Siedziba gminy to Markusy.
Według danych z 30 czerwca 2004 gminę zamieszkiwało 4085 osób. Natomiast według danych z 31 grudnia 2019 roku gminę zamieszkiwało 4048 osób.

## Struktura powierzchni
Według danych z roku 2002 gmina Markusy ma obszar 108,56 km², w tym:
- użytki rolne: 75%
- użytki leśne: 4%

Gmina stanowi 7,59% powierzchni powiatu.

## Demografia
Dane z 31 marca 2011
| Opis                              | Ogółem | Ogółem | Kobiety | Kobiety | Mężczyźni | Mężczyźni |
| --------------------------------- | ------ | ------ | ------- | ------- | --------- | --------- |
| jednostka                         | osób   | %      | osób    | %       | osób      | %         |
| populacja                         | 4219   | 100    | 2076    | 49,20   | 2143      | 50,80     |
| gęstość zaludnienia (mieszk./km²) | 38,86  | 38,86  | 19,12   | 19,12   | 19,74     | 19,74     |

Dane z 30 czerwca 2004:
| Opis                              | Ogółem | Ogółem | Kobiety | Kobiety | Mężczyźni | Mężczyźni |
| --------------------------------- | ------ | ------ | ------- | ------- | --------- | --------- |
| jednostka                         | osób   | %      | osób    | %       | osób      | %         |
| populacja                         | 4085   | 100    | 2011    | 49,2    | 2074      | 50,8      |
| gęstość zaludnienia (mieszk./km²) | 37,6   | 37,6   | 18,5    | 18,5    | 19,1      | 19,1      |

- Piramida wieku mieszkańców gminy Markusy w 2014 roku[6].

## Sołectwa
Balewo, Brudzędy-Stare Dolno, Dzierzgonka, Jezioro, Kępniewo, Krzewsk, Markusy, Nowe Dolno, Rachowo, Stalewo, Stankowo-Topolno, Węgle-Żukowo, Wiśniewo, Zwierzno, Zwierzeńskie Pole, Złotnica, Żółwiniec-Jurandowo, Żurawiec.

## Pozostałe miejscowości
Nowe Kępniewo, Zdroje.

## Ochrona przyrody
- rezerwat przyrody Jezioro Drużno

## Sąsiednie gminy
Dzierzgoń, Elbląg, Gronowo Elbląskie, Rychliki, Stare Pole